# Ratatan
Ratatan è un singolo della cantante italiana Patty Pravo, pubblicato il 6 giugno 2025.

## Descrizione
Il brano, scritto da Andrea Bonomo e Giovanna Gardelli, in arte Marianne Mirage, è prodotto da Marquis e Taketo Gohara.

## Video musicale
Il video musicale, diretto da Fabrizio Cestari, è stato pubblicato in concomitanza all'uscita del brano attraverso il canale YouTube della Narinternational.

## Tracce
Testi e musiche di Andrea Bonomo e Giovanna Gardelli.
1. Ratatan – 3:06

## Formazione
- Patty Pravo – voce
- Alessandro "Asso" Stefana – basso, chitarra elettrica, organo
- Giovanni Versari – masterizzazione
- Marquis – tastiere, produzione
- Niccolò Fornabaio – percussioni, registrazione
- Stefanie Ocean Ghizzoni – coro
- Taketo Gohara – produzione, missaggio
- Vincenzo Vasi – sintetizzatore, theremin